# Оккер, Том
Том Оккер (нидерл. Tom Okker; род. 22 февраля 1944 в Амстердаме) — бывший нидерландский профессиональный теннисист. Один из самых титулованных теннисистов в истории: победитель более чем ста турниров в одиночном и мужском парном разрядах, в том числе победитель Открытого чемпионата Франции и Открытого чемпионата США в парном разряде.

## Спортивная карьера
Том Оккер начал свою теннисную карьеру как любитель в 1960 году. С 1964 по 1968 год он выиграл 18 любительских теннисных турниров. Оккер был чемпионом Нидерландов в 1964-1968 годах, чемпионом Бельгии в 1966-1967 годах и победителем теннисного турнира VII Маккабиады (1965 год) в одиночном и парном разрядах.
В 1968 году, перед самым началом «Открытой эры», Оккер переходит в профессионалы. Свой первый турнир в ранге профессионала, Открытый чемпионат Италии, он выиграл в том же году, сразу в одиночном и парном разряде (в парах он играл с американцем Марти Риссеном). В этом же году он становится первым нидерландцем, сыгравшим в финале турнира Большого шлема: в финале Открытого чемпионата США он в упорном пятисетовом поединке (в первом сете было сыграно 26 геймов) уступил второй ракетке мира Артуру Эшу.
В дальнейшем Оккер, прозванный за свои быстрые перемещения на корте «Летучим голландцем», выиграл ещё 30 любительских и профессиональных турниров в одиночном разряде и 77 в парах. По суммарному количеству турниров, выигранных в одиночном и парном разрядах, Оккер  входит в первую пятёрку среди мужчин за всю историю тенниса. Он больше не попадал в финал турниров Большого шлема в одиночном разряде, но в паре сыграл во всех четырёх финалах и выиграл два из них: Открытый чемпионат Франции в 1973 году (в паре с Джоном Ньюкомбом) и Открытый чемпионат США в 1975 году (в паре с Риссеном).
Помимо пяти выступлений в финалах турниров Большого шлема, следует отметить также многочисленные выступления Оккера в итоговых турнирах года по версиям двух профессиональных теннисных ассоциаций, АТР и WCT, в которых участвовали только 8 лучших игроков и 4-8 лучших пар сезона. Оккер пять раз участвовал в этих турнирах в одиночном разряде и семь раз в парном, четыре раза играл в финалах и один раз одержал победу (в парном разряде в 1978 году, с поляком Войцехом Фибаком), после чего в 1979 году в течение 11 недель возглавлял рейтинг АТР среди игроков в парном разряде. В 1973 году по дороге к своему единственному финалу «Мастерс» в одиночном разряде Оккер победил Ньюкомба, действующего чемпиона Австралии и США и своего партнёра в победном финале во Франции того же года; в финале он уступил Илие Настасе, победителю Открытого чемпионата Франции в одиночном разряде и первой ракетке мира на тот момент согласно рейтингу АТР. Вскоре после этого Оккер достиг третьей строчки в рейтинге АТР, высшей за свою карьеру в одиночном разряде.
С 1964 по 1981 год Том Оккер провёл 35 игр за сборную Нидерландов в рамках Кубка Дэвиса, одержав 15 побед и потерпев 20 поражений (баланс 10–13 в одиночном разряде и 5–7 в парах). Высшим успехом сборной в эти годы стало участие в финале Европейской группы в 1981 году, где она уступила 5–0 сборной СССР.
Том Оккер завершил выступления в ноябре 1981 года, хотя спустя полгода и был вместе с Риссеном допущен к участию в парном турнире на Уимблдоне; они проиграли в первом же круге. В настоящее время Оккер иногда участвует в соревнованиях ветеранов.

## Награды и звания
- В 1969 году Национальный Олимпийский комитет Нидерландов объявил Тома Оккера «спортсменом года»[4]
- В 2003 году включён в списки Международного Еврейского Зала спортивной славы[5]

## Участие в финалах турниров Большого шлема

### Одиночный разряд (1)

#### Поражение (1)
| Год  | Турнир                 | Покрытие | Соперник в финале | Счёт в финале             |
| 1968 | Открытый чемпионат США | Трава    | Артур Эш          | 12–14, 7–5, 3–6, 6–3, 3–6 |

### Мужской парный разряд (4)

#### Победы (2)
| Год  | Турнир                     | Покрытие | Партнёр      | Соперники в финале          | Счёт в финале           |
| 1973 | Открытый чемпионат Франции | Грунт    | Джон Ньюкомб | Джимми Коннорс Илие Настасе | 6–1, 3–6, 6–3, 5–7, 6–4 |
| 1975 | Открытый чемпионат США     | Грунт    | Марти Риссен | Пол Кронк Клифф Летчер      | 6–4, 6–4                |

#### Поражения (2)
| Год  | Турнир                       | Покрытие | Партнёр      | Соперники в финале    | Счёт в финале  |
| 1969 | Уимблдонский турнир          | Трава    | Марти Риссен | Джон Ньюкомб Тони Роч | 5–7, 9–11, 3–6 |
| 1971 | Открытый чемпионат Австралии | Трава    | Марти Риссен | Джон Ньюкомб Тони Роч | 2–6, 6–7       |

## Участие в финалах итоговых турниров АТР и WCT

### Одиночный разряд
| Результат | Год  | Турнир      | Соперник в финале | Счёт в финале      |
| Поражение | 1973 | ATP Мастерс | Илие Настасе      | 3–6, 5–7, 6–4, 3–6 |

### Парный разряд
| Результат | Год  | Турнир              | Партнёр      | Соперники в финале            | Счёт в финале           |
| Поражение | 1973 | Итоговый турнир WCT | Марти Риссен | Роберт Лутц Стэн Смит         | 2–6, 6–71, 0–6          |
| Победа    | 1978 | Итоговый турнир WCT | Войтек Фибак | Роберт Лутц Стэн Смит         | 6–7, 6–4, 6–0, 6–3      |
| Поражение | 1980 | Итоговый турнир WCT | Войтек Фибак | Брайан Готтфрид Рауль Рамирес | 6–3, 4–6, 4–6, 6–3, 3–6 |

## Статистика участия в турнирах

### Одиночный разряд
| Турнир                       | 1964 | 1965 | 1966 | 1967 | 1968 | 1969 | 1970 | 1971 | 1972 | 1973 | 1974 | 1975 | 1976 | 1977 | 1978 | 1979 | 1980 | 1981 | Итог   | В/П за карьеру |
| ---------------------------- | ---- | ---- | ---- | ---- | ---- | ---- | ---- | ---- | ---- | ---- | ---- | ---- | ---- | ---- | ---- | ---- | ---- | ---- | ------ | -------------- |
| Открытый чемпионат Австралии | A    | 2R   | 3R   | A    | A    | 1R   | 1/4  | 1/2  | A    | A    | A    | A    | A    | A    | A    | A    | A    | A    | 0 / 5  | 7-5            |
| Открытый чемпионат Франции   | A    | 2R   | 4R   | 1/4  | A    | 1/2  | A    | A    | A    | 1/4  | A    | A    | A    | A    | 1R   | A    | A    | A    | 0 / 6  | 17-6           |
| Уимблдонский турнир          | 2R   | 1R   | 4R   | 2R   | 1/4  | 1/4  | 2R   | 4R   | A    | A    | 4R   | 1/4  | 3R   | 4R   | 1/2  | 1/4  | 3R   | 1R   | 0 / 16 | 40-16          |
| Открытый чемпионат США       | 1R   | A    | A    | A    | Ф    | 1R   | 4R   | 1/2  | 3R   | 4R   | 4R   | 2R   | 3R   | A    | 1R   | 1R   | 1R   | A    | 0 / 13 | 24-13          |

### Парный разряд
| Турнир                       | 1968 | 1969 | 1970 | 1971 | 1972 | 1973 | 1974 | 1975 | 1976 | 1977 | 1978 | 1979 | 1980 | 1981 | 1982 | Итог   | В/П за карьеру |
| ---------------------------- | ---- | ---- | ---- | ---- | ---- | ---- | ---- | ---- | ---- | ---- | ---- | ---- | ---- | ---- | ---- | ------ | -------------- |
| Открытый чемпионат Австралии | A    | A    | 2R   | Ф    | A    | A    | A    | A    | A    | A    | A    | A    | A    | A    | A    | 0 / 2  | 3-2            |
| Открытый чемпионат Франции   | A    | 1/2  | A    | A    | A    | П    | A    | A    | A    | A    | 1/2  | 2R   | A    | A    | A    | 1 / 4  | 14-3           |
| Уимблдонский турнир          | 1R   | Ф    | 1/4  | 2R   | A    | A    | 1/2  | 3R   | 2R   | A    | 1/2  | 1R   | 2R   | 1/2  | 1R   | 0 / 12 | 25-12          |
| Открытый чемпионат США       | 1/4  | 1/2  | 3R   | 1/2  | 3R   | 1/2  | A    | Ф    | П    | 1/4  | 1/2  | 2R   | 3R   | 3R   | A    | 1 / 13 | 39-12          |
| Итоговый турнир WCT          | A    | A    | A    | A    | A    | Ф    | A    | 1/2  | 1/2  | 1/2  | П    | 1/2  | Ф    | A    | A    | 1 / 7  | 16-7           |

## Интересные факты
Том Оккер играл в финале Открытого чемпионата США 1968 года как «зарегистрированный профессионал», в то время как его соперник в финале, Артур Эш, будучи лейтенантом армии США, считался любителем. В результате Оккер заработал за выход в финал 14 тысяч долларов, а Эш получил по 28 долларов в день на покрытие расходов.